# Bourne (Lincolnshire)
Bourne è un paese di 11 933 abitanti della contea del Lincolnshire, in Inghilterra.

## Amministrazione

### Gemellaggi
- Doudeville, Francia